# Mary Harris
Mary Harris Jones, znana także jako Mother Jones (ur. 1 sierpnia 1837, zm. 30 listopada 1930 w Silver Spring) – amerykańska działaczka związkowa i społeczna, obrończyni praw dziecka.

## Życie i działalność
Przyszła na świat jako Mary Harris niedaleko Cork w Irlandii. Wyemigrowała wraz z najbliższą rodziną niedługo po tym, jak jej dziadek został powieszony za działalność w irlandzkich ruchach republikańskich przez Brytyjczyków. Jej rodzina osiedliła się w Toronto w Kanadzie. Po ukończeniu edukacji pracowała jako nauczycielka i krawcowa w USA. W roku 1861 wyszła za George Jonesa, wpływowego działacza związku zawodowego, działającego w przemyśle odlewniczym. To on zainteresował ją działalnością związkową.
Dwoma najważniejszymi momentami zwrotnymi w jej karierze były: śmierć męża i czwórki dzieci podczas epidemii żółtej febry w stanie Tennessee w roku 1867 oraz utrata całego majątku materialnego podczas wielkiego pożaru w Chicago w roku 1871. Obie te sytuacje skłoniły ją do podjęcia działalności społecznej. Mary Jones wstąpiła do związku zawodowego Knights of Labor (organizacji, na bazie której, przy znacznym udziale Jones powstał w roku 1905 Industrial Workers of the World). Działała także w United Mine Workers i w Socjalistycznej Partii Ameryki, dzieląc się swoim doświadczeniem i pomagając organizować strajki. Zyskała sławę jako organizatorka demonstracji żon i dzieci w imieniu pracowników przemysłu.
W roku 1903 poprowadziła Dziecięcą Krucjatę – marsz dzieci pracujących w kopalniach i młynach z miejscowości Kensington w Pensylwanii do Oyster Bay w stanie Nowy Jork, gdzie mieszkał prezydent Theodore Roosevelt. Pomimo tego, że prezydent nie spotkał się z uczestnikami marszu, to zapoczątkował on dyskusję na temat pracy nieletnich na forum publicznym.
W roku 1913, w czasie trwania strajków w kopalniach węgla kamiennego w Paint Creek i Cabin Creek w zachodniej Wirginii, Mother Jones została aresztowana i oskarżona wraz z innymi działaczami związkowymi o zamiar popełnienia morderstwa. Stało się to po zorganizowaniu kolejnego marszu dziecięcego. Jej uwięzienie wywołało protesty społeczne, po których została zwolniona z więzienia. Po tym zdarzeniu Senat Stanów Zjednoczonych zarządził śledztwo w sprawie warunków pracy w kopalniach.
Kilka miesięcy później, podczas pomocy przy organizacji strajków w Kolorado została ponownie aresztowana, a następnie deportowana, aż do momentu Masakry w Ludlow (zginęło wówczas 20 strajkujących).
W roku 1924 została oskarżona o pomówienia i podburzanie społeczeństwa, a w roku 1925 sąd nakazał jej wypłatę kwoty 350000 dolarów na rzecz wydawcy Chicago Times.
W roku 1925 została napadnięta przez dwóch rzezimieszków w domu swoich przyjaciół. W wyniku szarpaniny jeden z napastników zbiegł, zaś drugi, Keith Gagne, zmarł w szpitalu w wyniku odniesionych obrażeń. Ich przyczyną były uderzenia zadane przez Jones przy pomocy butów, przez co została zatrzymana przez policję. Zwolniono ją, gdy okazało się, że napastnicy byli współpracownikami jednego z lokalnych przedsiębiorców.
W roku 1925 opublikowała autobiografię, spisując w niej doświadczenia z działalności związkowej. Działalność kontynuowała aż do śmierci, w wieku 93 lat, w roku 1930. Niektóre biografie podają jako datę jej urodzin 1 maja 1830 roku, ale datę tę używała, aby podkreślić swoje przywiązanie sprawom robotniczym (1 maja to Święto Pracy).

## Późniejsze wpływy
Mother Jones jest niekiedy nazywana Matką ruchów społecznych lub też Babką wszystkich agitatorów. Do dziś, w USA okazuje się magazyn Mother Jones, koncentrujący się na sprawach społecznych i socjalnych.
Jones jest także uznawana za inspirację do powstania amerykańskiej piosenki folkowej „She'll Be Coming 'Round the Mountain”.